# Ҳ
Ҳ, ҳ, а така също Меко Х или Х с камшиче, е буква от кирилицата. Обозначава беззвучната гласилкова проходна съгласна /h/ или беззвучната глътъчна проходна съгласна /ħ/ в абхазкия език. Употребява се в абхазкия, каракалпакския, хакаския и таджикския. До 1992 година буквата Ҳ е част от узбекската кирилска азбука. Буквата Ҳ произлиза от кирилското Х, на което е прибавен диакритическият знак десцендер (камшиче). В други езици, използващи кирилицата за обозначаване на същия звук /h/, се използва друга буква — Һ.
Понякога се използва още в ителменския и нивхския език вместо буквата Ӽ, която не се поддържа от много от шрифтовете.